# Мазарон
Мазарон (шп. Mazarrón) град је у Шпанији у аутономној заједници Регион Мурсија.

## Становништво
Према процени, у граду је 2017. живело 30 996 становника.
| 2001.  | 2011.  | 2017.  |
| ------ | ------ | ------ |
| 21.229 | 35.464 | 30.996 |